# عملية الاختراق
كانت «عملية الاختراق» (Operation Breakthrough) جهداً دولياً بهدف تحرير ثلاثة حيتان رمادية من عبوات الجليد في بحر بيوفورت بالقرب من نقطة بارو في ولاية ألاسكا الأمريكية في عام 1988. أثارت محنة الحيتان اهتمام وسائل الإعلام مما أدى إلى تعاون العديد من الحكومات والمنظمات لتحريرها.
توفي أصغر الحيتان خلال الجهد ولم يعرف إذا نجت الحيتان المتبقيتان في نهاية المطاف.
اقتبس فيلم المعجزة الكبرى من العملية